# Bahnhöfe in Hersbruck
Die mittelfränkische Stadt Hersbruck verfügt über zwei Bahnhöfe. Diese sind der Bahnhof Hersbruck (links Pegnitz) und der Bahnhof Hersbruck (rechts Pegnitz). Sie liegen örtlich getrennt voneinander links und rechts des Flusses Pegnitz.

## Bahnhof Hersbruck (links Pegnitz)
Der Bahnhof Hersbruck (links Pegnitz) ist ein Durchgangsbahnhof an der Bahnstrecke Nürnberg–Irrenlohe.

### Geschichte

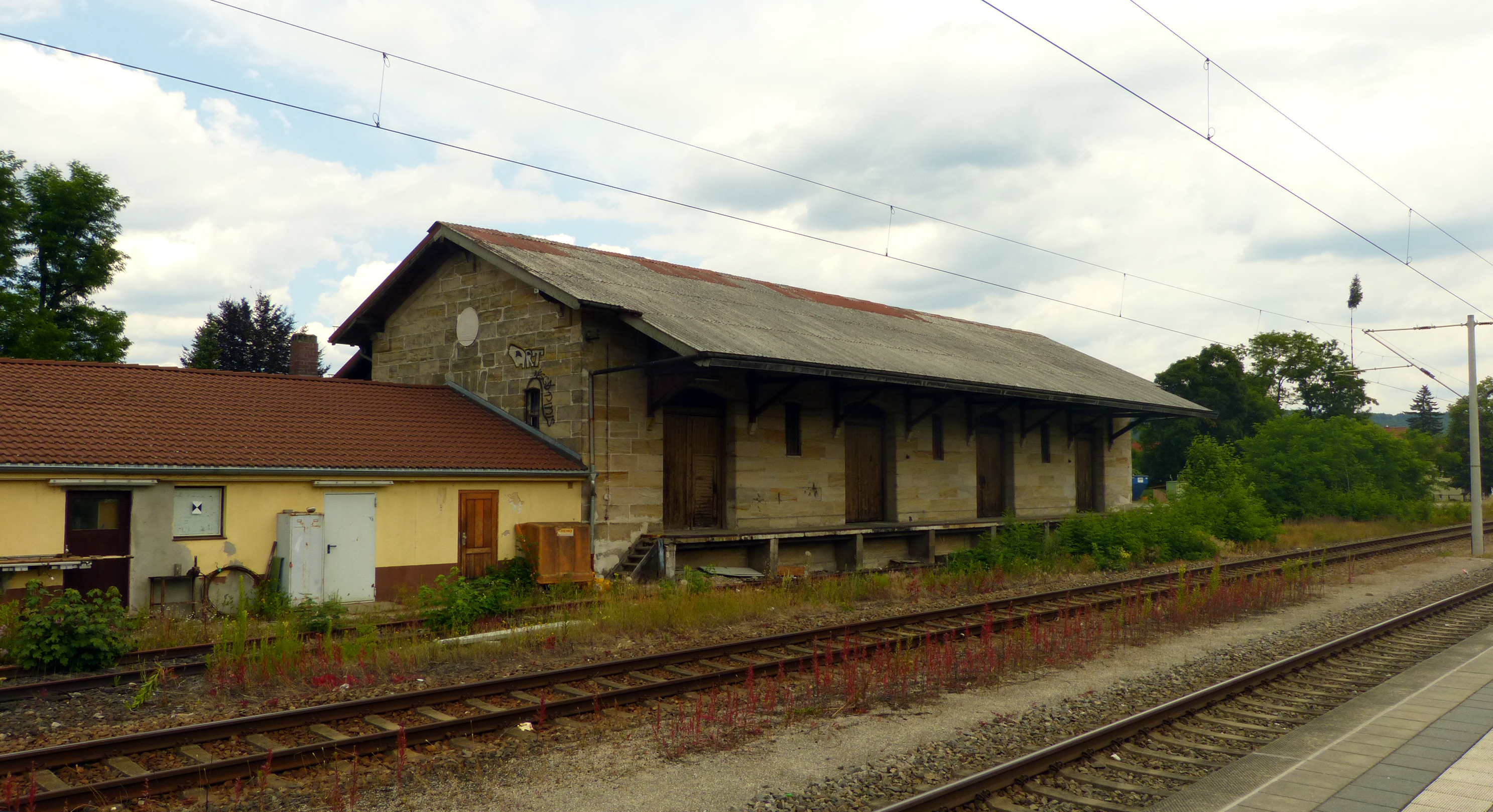
Ehemaliger Güterschuppen

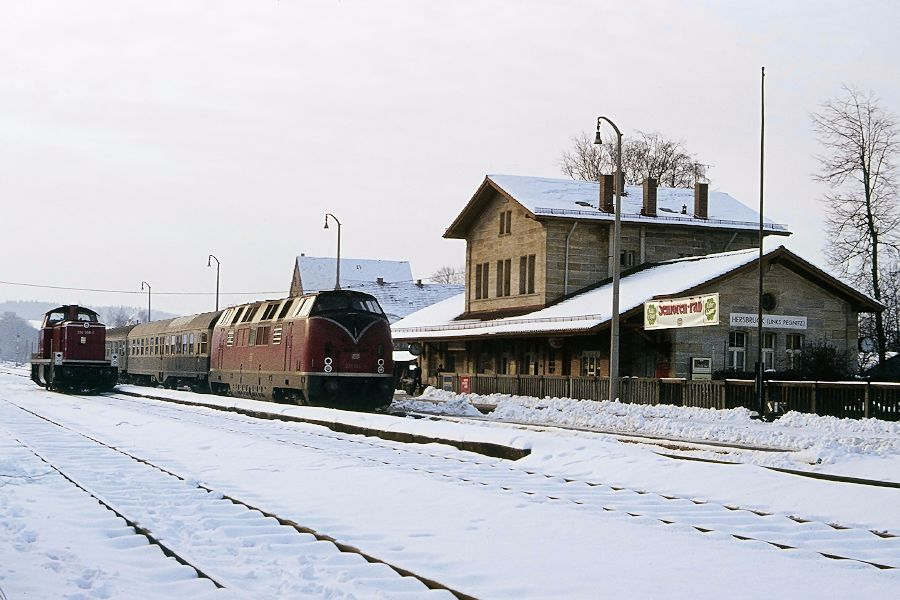
Der Bahnhof Hersbruck (links Pegnitz) im Januar 1977

Schon die ersten Planungen des konkreten Streckenverlaufs der Bayerischen Ostbahn von Nürnberg nach Schwandorf sahen einen Bahnhof in Hersbruck vor. Aufgrund des Streckenverlaufs in Fließrichtung links der Pegnitz wurde der erste Hersbrucker Bahnhof etwa einen halben Kilometer südlich der damaligen Altstadt auf der sogenannten Grünen Wiese errichtet. Schon bald nach der Eröffnung am 9. Mai 1859 siedelten sich am Bahnhof erste Betriebe an und sorgten so für Güteraufkommen. Mit der Zeit entwickelte sich ein eigener Stadtteil, der durch die immer wieder Hochwasser führende Pegnitz von der Altstadt getrennt war. Mit der 1868 erfolgten Errichtung einer steinernen Brücke wurde der als Ostbahn und später Alte Bahn bezeichnete Stadtteil fest mit dem restlichen Stadtgebiet verbunden. Der Bahnhof erfreute sich reger Nutzung, die anfangs drei täglichen Zugpaare wurden bald um einige Ausflugszüge erweitert.
Das Hersbrucker Empfangsgebäude, ein zweigeschossiger Mittelpavillon mit niedrigeren Flügelbauten, wurde aus Sandstein errichtet und existiert als Baudenkmal noch heute. Weiter waren ein Bahnhofsrestaurant, ein Güterschuppen sowie ein Wagenschuppen vorhanden. Der Bahnbetrieb wurde an drei Bahnsteiggleisen und mehreren Güter- und Rangiergleisen abgewickelt. Einige Unternehmen verfügten über eigene Anschlussgleise, unter anderem das BayWa-Lagerhaus.
Nach der 1877 erfolgten Eröffnung der rechten Pegnitzstrecke von Nürnberg nach Cheb verlor der linke Bahnhof einen Teil seiner Bedeutung. Im selben Jahr erhielten beide Bahnhöfe die Namenszusätze links und rechts der Pegnitz. Dies geschah genauso in Lauf an der Pegnitz. Nachdem 1943 eines der beiden Streckengleise zwischen Nürnberg-Mögeldorf und Hersbruck abgebaut wurde sowie aufgrund des Zweiten Weltkriegs verlor der Bahnhof links der Pegnitz weiter an Bedeutung, da ein Großteil des Zugverkehrs zwischen Nürnberg und Hersbruck die rechte Pegnitzstrecke und die Verbindungsstrecke Hersbruck–Pommelsbrunn nutzte, anstatt durchgehend links der Pegnitz auf der Bahnstrecke Nürnberg–Schwandorf zu verkehren.
Mit Erweiterung der Nürnberger S-Bahn nach Hartmannshof im Jahr 2010 gewann der Bahnhof Hersbruck links der Pegnitz vor allem für Pendler aus der Hersbrucker Südstadt an Attraktivität. Die Strecke und der Bahnhof wurden wieder zweigleisig ausgebaut, modernisiert und elektrifiziert.

### Heutiger Zustand

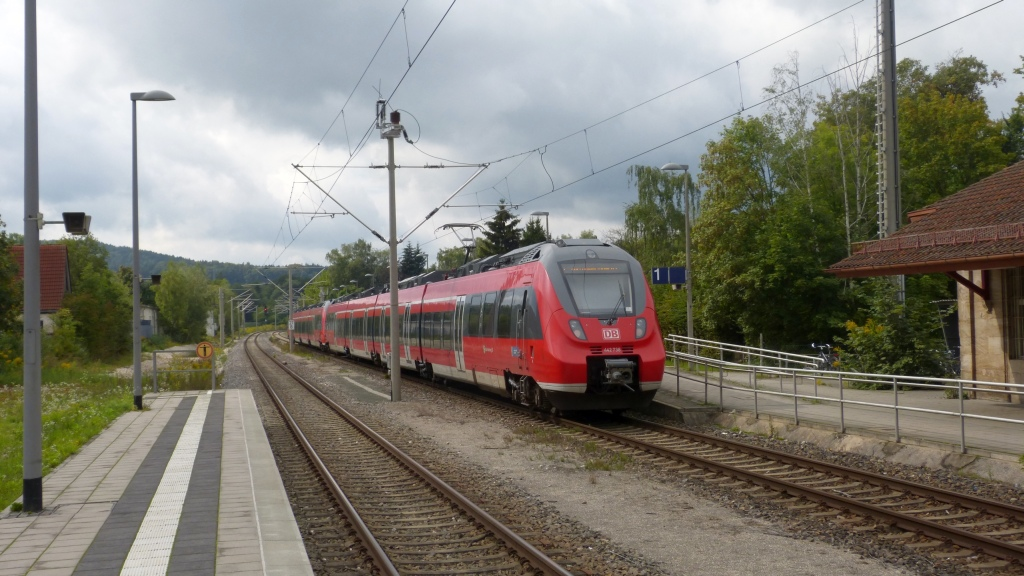
442 738 verlässt als S1 den Bahnhof Hersbruck (links Pegnitz) Richtung Nürnberg

Heute verfügt der Bahnhof Hersbruck links der Pegnitz über zwei Bahnsteiggleise, die über Rampen barrierefrei zugänglich sind. Ein weiteres Gleis liegt an der ehemaligen Laderampe und dem noch vorhandenen Güterschuppen; es wird nicht mehr genutzt. Ein Teil der ehemaligen Lagergebäude wird von DB Netz genutzt. Im Empfangsgebäude befanden sich mehrere Jahre eine Musikschule sowie eine Kneipe in der ehemaligen Bahnhofswirtschaft. Dem Fahrkartenerwerb dienen zwei Fahrkartenautomaten. Die örtliche Güterverladung wurde in den 1980er Jahren aufgegeben, von den zahlreichen Gleisanschlüssen der Industriebetriebe zeugen nur noch einzelne im Straßenplanum liegende Gleise. Der Bahnhof liegt im Gebiet des VGN (Verkehrsverbund Großraum Nürnberg).

### Verkehr

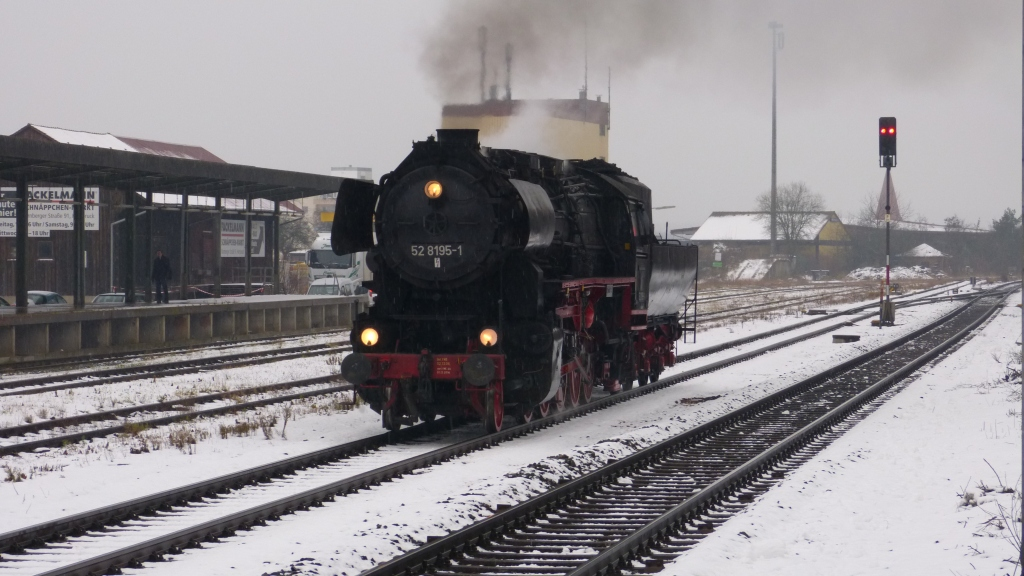
52 8195 rangiert während einer Sonderzugfahrt im Bahnhof Hersbruck (rechts Pegnitz)

Aktuell wird der Bahnhof von der S2 der S-Bahn Nürnberg im 20/40-Minuten-Takt bedient. Die Hälfte der Züge aus Nürnberg enden in Hersbruck und fährt von dort aus wieder über Nürnberg nach Roth/Schwabach. Die anderen verkehren bis Hartmannshof. Zur Hauptverkehrszeit besteht durch drei zusätzliche Zugpaare zwischen Nürnberg und Hartmannshof ein 20-Minuten-Takt. Eingesetzt werden Elektrotriebwagen der Deutschen Bahn-Baureihe 442. Der morgendliche Schülerzug zwischen Hersbruck und Nürnberg Hbf samt zugehöriger Leerfahrt verkehrt weiter planmäßig mit einer Elektrolokomotive der DB-Baureihe 111 und 4 x-Wagen.
Zusätzlich verkehren von Montag bis Freitag morgens in Richtung Nürnberg insgesamt drei Regionalexpresszüge der Linie 43 (zwei Züge, einer beginnend in Regensburg Hbf, einer in Schwandorf) und der Linie 47 (ein Zug), die ab Neukirchen (bei Sulzbach-Rosenberg) nur in Hersbruck und Lauf halten. Hier verkehren die DB-Baureihe 612 vom Typ RegioSwinger von Bombardier Transportation
Vor der S-Bahn-Erweiterung 2010 wurde der Bahnhof von Regionalbahnen der Linie Lauf (links Pegnitz)–Hartmannshof/Neukirchen (bei Sulzbach-Rosenberg) bedient.
| Linie | Strecke | Taktfrequenz                               | Fahrzeugmaterial      |
| --- | --- | ------------------------------------------ | --------------------- |
| RE43 | (Regensburg – Regenstauf – Maxhütte-Haidhof –) Schwandorf – Amberg – Sulzbach-Rosenberg – Neukirchen(b Sulzbach) – Hersbruck (links Pegnitz) – Lauf (links Pegnitz) – Nürnberg Hbf | zwei Züge an Werktagen morgens             | DB 612 (RegioSwinger) |
| RE47 | Furth im Wald – Arnschwang – Kothmaißling –Cham (Oberpfalz) –Pösing – Rosing – Neubäu –Bodenwöhr Nord – Schwandorf – Amberg – Sulzbach-Rosenberg – Neukirchen(b Sulzbach) – Hersbruck (links Pegnitz) – Lauf (links Pegnitz) – Nürnberg Hbf | ein Zug an Werktagen morgens               | DB 612 (RegioSwinger) |
| S2 | Roth – Büchenbach – Rednitzhembach – Schwabach – Schwabach-Limbach – Katzwang – Reichelsdorfer Keller – Nürnberg-Reichelsdorf – Nürnberg-Eibach – Nürnberg-Sandreuth – Nürnberg-Steinbühl – Nürnberg Hbf – Nürnberg-Dürrenhof – Nürnberg Ostring – Nürnberg-Mögeldorf – Nürnberg-Rehhof – Nürnberg-Laufamholz – Schwaig – Röthenbach (Pegnitz) – Röthenbach-Steinberg – Röthenbach-Seespitze – Lauf West – Lauf (links Pegnitz) – Ottensoos – Henfenfeld – Hersbruck (links Pegnitz) – Happurg – Pommelsbrunn – Hartmannshof Stand: Fahrplanwechsel Dezember 2023 | 20/40 min 60 min (BHersbruck–Hartmannshof) | DB 442                |
| 1 Zur Hauptverkehrszeit besteht durch drei zusätzliche Zugpaare zwischen Nürnberg und Hartmannshof ein 20-Minuten-Takt. | |                                            |                       |

#### Verbindungen zu anderen Verkehrsmitteln

##### Bus
In direkter Bahnhofsnähe liegen die Bushaltestellen Furtweg und Rosengasse des Stadtbusverkehrs Hersbruck. Am Bahnhofsvorplatz befindet sich eine Haltestelle für Schienenersatzverkehr. In den Nächten von Freitag zu Samstag und Samstag zu Sonntag hält in Bahnhofsnähe der Nightliner N2 des Verkehrsverbundes Großraum Nürnberg.

##### Parkplätze
Am Empfangsgebäude sowie südlich der Gleisanlagen befinden sich 65 Park-and-Ride-Stellplätze. Außerdem sind etwa 60 teils überdachte Fahrradstellplätze vorhanden.

## Bahnhof Hersbruck (rechts Pegnitz)
Der Bahnhof Hersbruck (rechts Pegnitz) ist ein Trennungsbahnhof an der Bahnstrecke Nürnberg–Cheb und der Bahnstrecke Hersbruck–Pommelsbrunn. Die eigentliche Trennung der Strecken erfolgt seit 1992 im 2,8 km östlich liegenden Bahnhofsteil Hersbruck (rechts Pegnitz) Ost.

### Geschichte
Der Bahnhof Hersbruck rechts der Pegnitz entstand 1877 an der im gleichen Jahr eröffneten Bahnstrecke Nürnberg–Schnabelwaid–Bayreuth. Vor der Eröffnung wurde über die Lage des Bahnhofs gestritten, entweder östlich in der Nähe der Hersbrucker Altstadt an der Amberger Straße oder westlich im heutigen Stadtteil Altensittenbach. Wegen der Konkurrenz durch die Station Henfenfeld an der Strecke Nürnberg–Amberg der AG der Bayerischen Ostbahnen wurde der Standort an der ehemaligen Stadtgrenze zu Altensittenbach festgelegt.

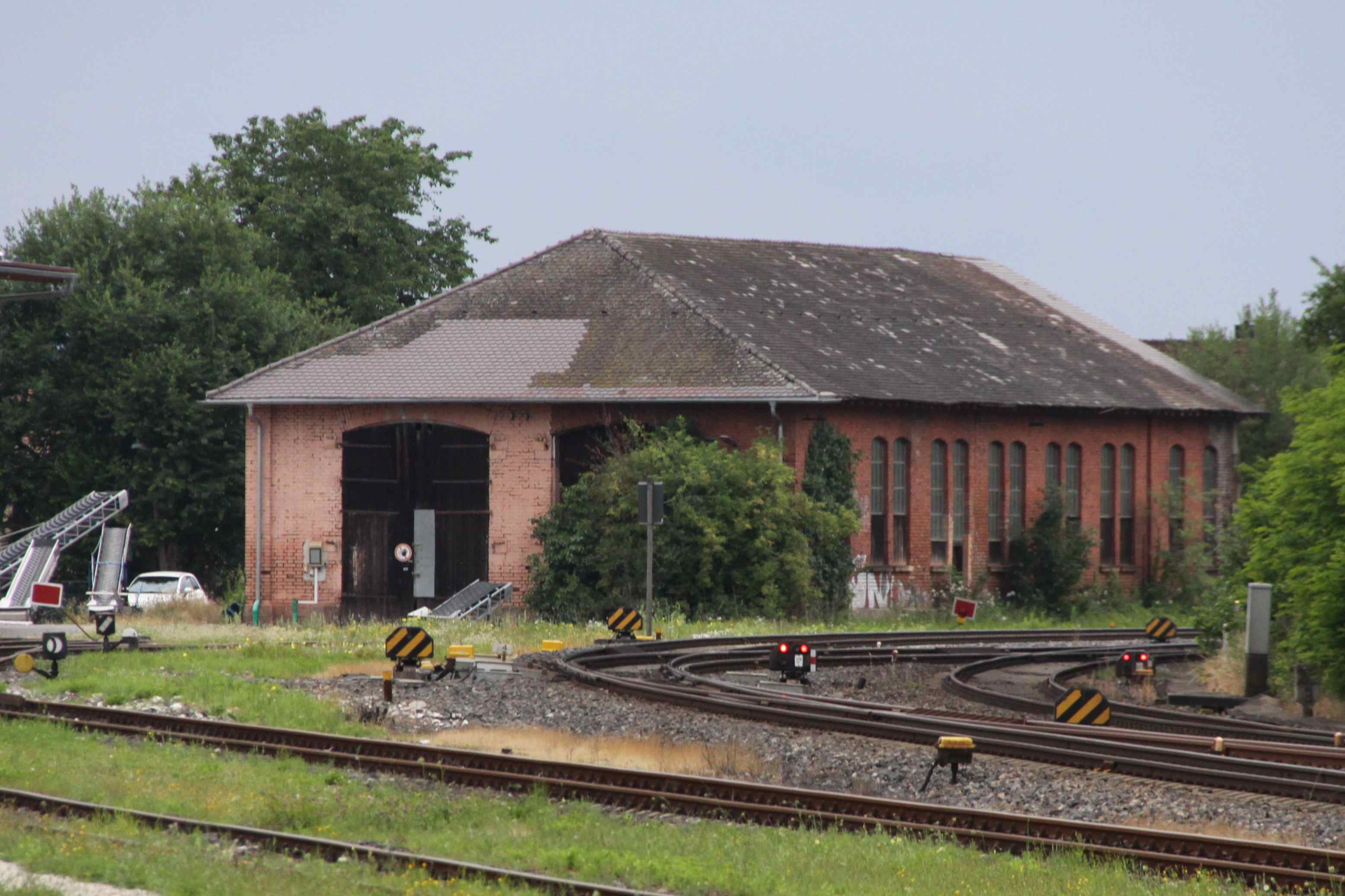
Ehemaliger Lokschuppen (2017)

Das Empfangsgebäude wurde in dem entlang der Strecke üblichen Stil errichtet, es existiert mit einer angebauten Gaststätte noch heute. Am westlichen Bahnhofsende steht ein Lokomotivschuppen, der nicht mehr als solcher genutzt wird, sondern als Lagerhaus dient. Es gab einen weiteren Lokomotivschuppen mit Drehscheibe und Lokomotivbehandlungsanlagen. Westlich des Stationsgebäudes steht neben einer nicht mehr genutzten Laderampe eine alte Güterhalle, die ehemals weitläufigen Abstell- und Verladegleise sind nur noch zum Teil vorhanden.

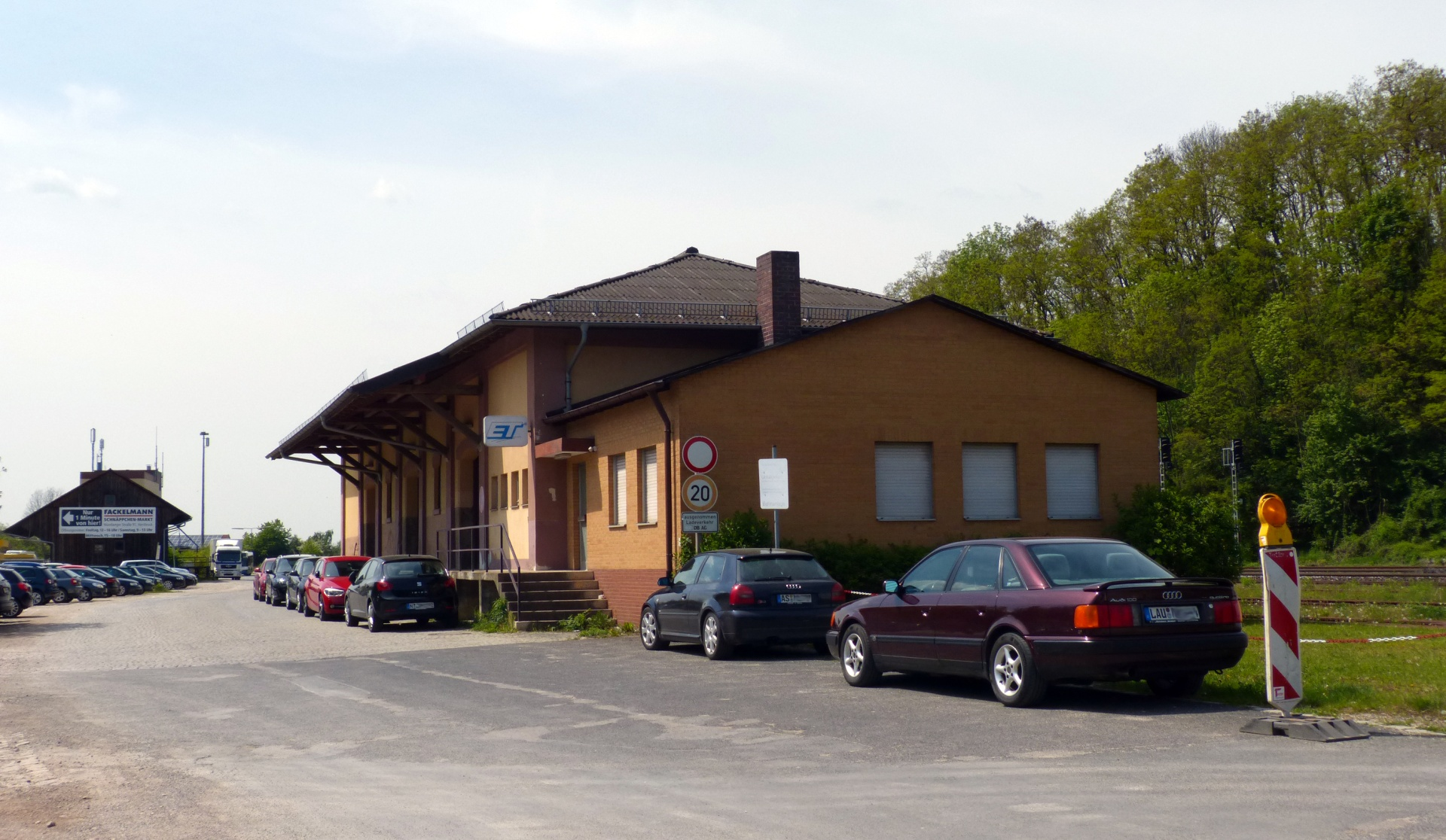
Ehemaliger Güterschuppen

Schon drei Monate nach Eröffnung der Bahnstrecke Nürnberg–Bayreuth wurde zwischen Hersbruck rechts der Pegnitz und Pommelsbrunn ein Verbindungsgleis zur Ostbahn Nürnberg–Schwandorf eröffnet, unter anderem um Erz aus Auerbach über Ranna in die Stahlhütten bei Sulzbach (Maxhütte) auf der Schiene transportieren zu können. Es beginnt am Bahnhof Hersbruck rechts der Pegnitz am Gleis 1 und läuft einige Kilometer parallel zur bestehenden Strecke.
1878 wurde der Abzweig von Schnabelwaid über Marktredwitz nach Oberkotzau und 1883 die Strecke von Marktredwitz nach Cheb eröffnet. Zwischen den Jahren 1898 und 1901 wurden der Abschnitt Nürnberg–Marktredwitz der Bahnstrecke Nürnberg–Cheb und der Bahnhof Hersbruck rechts der Pegnitz aufgrund von erhöhtem Verkehrsaufkommen zweigleisig ausgebaut.

### Stellwerk

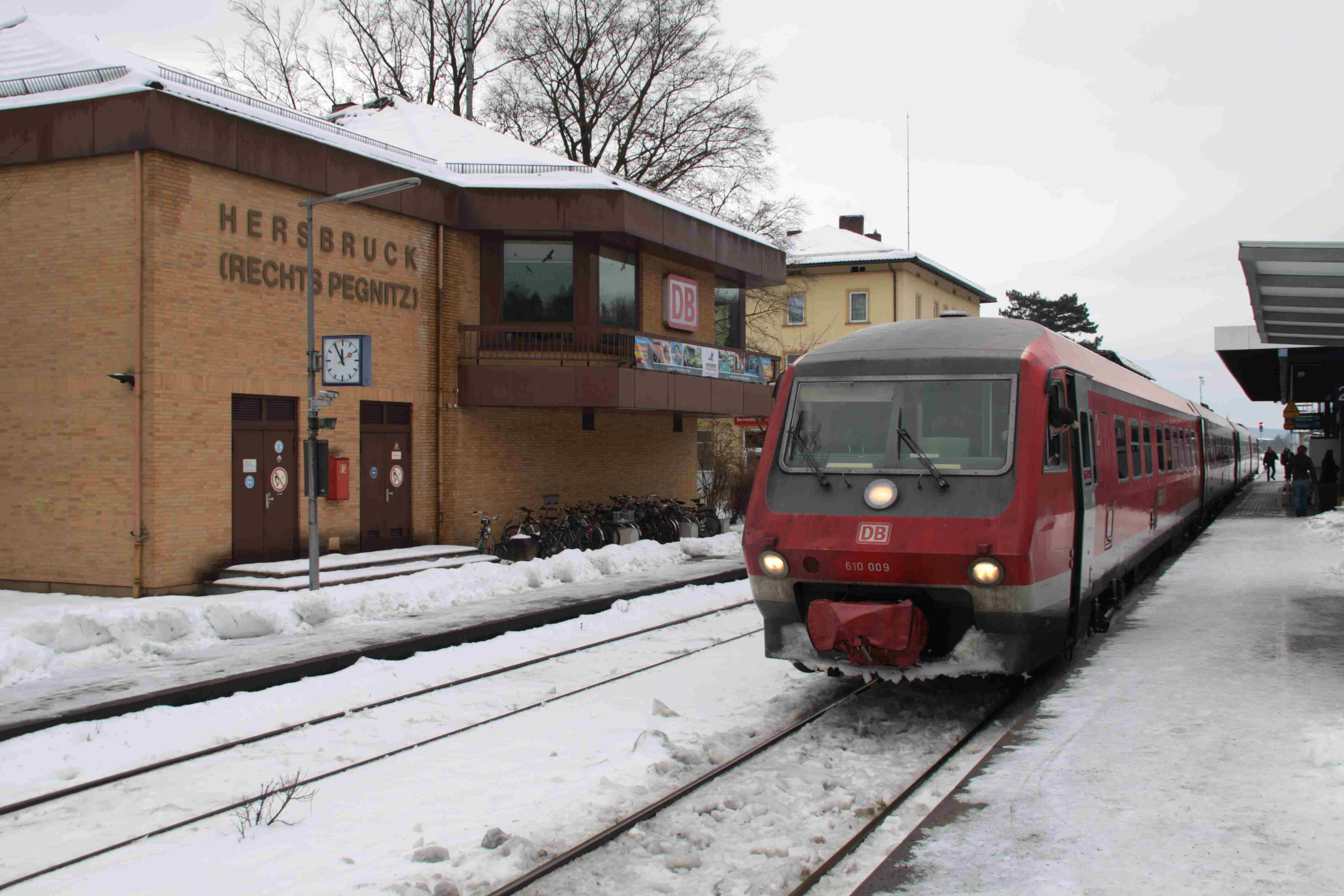
Stellwerk Hersbruck rechts Pegnitz mit VT 610

Die Signalanlagen des Bahnhof Hersbruck rechts der Pegnitz wurden seit der Eröffnung der Bahnstrecke Nürnberg–Cheb 1877 durch zwei elektromechanische Stellwerke (östlich Stellwerk 1 des Fahrdienstleisters und westlich Stellwerk 2 des Weichenwärters, Fahrwegprüfung im Bahnsteigbereich durch den Aufsichtsbeamten) gesteuert. In den 1980er Jahren errichtete die Deutsche Bundesbahn ein neues Zentralstellwerk neben dem Empfangsgebäude, das beide alte Gebäude ablöste. Es wurde ein Drucktastenstellwerk der Bauart Sp Dr S60 von Siemens mit Stellwand und Nummernstellpult eingebaut. Der Betrieb im neuen Gebäude wurde im Oktober 1984 aufgenommen und läuft bis heute. Zusätzlich werden seit Inbetriebnahme der ehemalige Bahnhof Pommelsbrunn (heute Abzweigstelle) ferngestellt, sowie seit 1989 das Stellwerk des Bahnhofs Neunkirchen am Sand inklusive Fernstellung Lauf (rechts Pegnitz) und seit 1991 das Stellwerk des Bahnhofs Vorra (Pegnitz) ferngesteuert.

### Heutiger Zustand
Am Bahnhof Hersbruck rechts der Pegnitz wird nur noch Personenverkehr abgewickelt, die örtliche Güterverladung wurde aufgegeben.
Es existieren drei Bahnsteiggleise. Gleis 1 ist ein Hausbahnsteig und liegt direkt am Empfangsgebäude, es ist das einzige barrierefrei zugängliche Gleis. Es sind ein Getränke-, Snack- und Fahrkartenautomat vorhanden.
Nördlich davon liegt der Mittelbahnsteig mit den Gleisen 2 und 3. Dieser ist über einen 1980 errichteten Bahnsteigtunnel erreichbar. Der Mittelbahnsteig ist teilweise überdacht und verfügt über je einen Fahrkarten- und Snackautomaten. Des Weiteren sind zwei verglaste Unterstände vorhanden.
Im Juni 2010 wurde im Empfangsgebäude ein DB Service Store eröffnet, der Getränke, Snacks und Zeitungen verkaufte.
Die IGE (Internationale Gesellschaft für Eisenbahnverkehr) nutzt einen Teil des Empfangsgebäudes für den Reisebahnhof. Nach mehrmonatiger Renovierung der ehemaligen Bahnhofsgaststätte wurde dort am 1. Juni 2012 die Kneipe ... na und! eröffnet. Zu ihr gehört ein kleiner Biergarten, der sich am Bahnsteig 1 befindet.
Die Bahnhofsgleise des Bahnhofs Hersbruck rechts der Pegnitz und die anschließenden Streckengleise sind nicht elektrifiziert. Der Bahnhof liegt im Gebiet des VGN (Verkehrsverbund Großraum Nürnberg).

### Verkehr

#### Geschichtlich
Nach der Betriebsaufnahme 1877 fuhren im Personen- und Güterverkehr täglich mehrere Züge. Durch die verbindende Funktion der Strecke nach Cheb in Richtung Böhmen/Schlesien wurde sie bald vom internationalen Fernverkehr genutzt. Der Betrieb wurde von Dampflokomotiven abgewickelt, wobei leistungsstarke Schnellzug- sowie einfache Personenzuglokomotiven eingesetzt wurden.
Nach dem Zweiten Weltkrieg kamen die ersten Diesellokomotiven nach Hersbruck, sie zogen Fernschnellzüge und Schnellzüge, die zum Teil in Hersbruck hielten. Gleichzeitig ließ der Fernverkehr aufgrund der Entwicklung in den Ostblockländern deutlich nach. Ab 1975 wurden keine Dampflokomotiven mehr eingesetzt.

#### Heute
Seit 1992 halten in Hersbruck rechts der Pegnitz die Triebzüge des Regionalexpress (früher: Regionalschnellbahn). Diese Züge wurden zur Kürzung der Fahrzeiten eingeführt und fahren mit Neigetechnik. Aufgrund hoher Akzeptanz wurde das Angebot verstärkt, heute halten stündlich planmäßig vier Regionalexpresszüge. Ergänzt wird der Fahrplan durch Regionalbahnzüge der Mittelfrankenbahn die zwischen Neuhaus und Nürnberg, ebenfalls im Stundentakt, an allen Haltestellen halten, sowie in den Hauptverkehrszeiten zusätzlichen verkehrenden Verstärkerzügen beider Zuggattungen.
Die in Hersbruck (rechts Pegnitz) haltenden Regionalzüge werden mit den Baureihen 612, 622 und 648 der Deutschen Bahn AG gefahren.
Die Abstellanlage des Bahnhofes wird vorrangig für Triebwagen der Baureihe 648, das Gleis an der Laderampe für Lokomotiven der BBL Logistik GmbH und der, mittlerweile der BBL gehörenden, Internationalen Gesellschaft für Eisenbahnverkehr genutzt.

#### Linienübersicht
| Linie | Strecke | Strecke | Takt                             | Fahrzeugmaterial                    | Betreiber          |
| ----- | --- | --- | -------------------------------- | ----------------------------------- | ------------------ |
| RE30  | Nürnberg – Hersbruck (re Pegnitz) – Pegnitz – Bayreuth (– Hof)                                                             | Nürnberg – Hersbruck (re Pegnitz) – Pegnitz – Bayreuth (– Hof)                                                             | fünf Zugpaare                    | Baureihe 612 (RegioSwinger)         | DB Regio AG Bayern |
| RE32  | Nürnberg – Hersbruck (re Pegnitz) – Pegnitz – Bayreuth (– Neuenmarkt-Wirsberg – Lichtenfels – Bamberg)                     | Nürnberg – Hersbruck (re Pegnitz) – Pegnitz – Bayreuth (– Neuenmarkt-Wirsberg – Lichtenfels – Bamberg)                     | (Zwei-)Stundentakt               | Baureihe 612 (RegioSwinger)         | DB Regio AG Bayern |
| RE40  | Nürnberg – Hersbruck (re Pegnitz) – Hartmannshof – Neukirchen (b Sulzbach-Rosenberg) –                                     | Amberg – Schwandorf – Regensburg                                                                                           | Stundentakt (und HVZ-Verstärker) | Baureihe 612 (RegioSwinger)         | DB Regio AG Bayern |
| RE41  | Nürnberg – Hersbruck (re Pegnitz) – Hartmannshof – Neukirchen (b Sulzbach-Rosenberg) –                                     | Weiden (Oberpf) – Neustadt (Waldnaab)                                                                                      | Stundentakt (und HVZ-Verstärker) | Baureihe 612 (RegioSwinger)         | DB Regio AG Bayern |
| RE47  | Nürnberg – Hersbruck (re Pegnitz) – Hartmannshof – Neukirchen (b Sulzbach-Rosenberg) – Amberg – Schwandorf – Furth im Wald | Nürnberg – Hersbruck (re Pegnitz) – Hartmannshof – Neukirchen (b Sulzbach-Rosenberg) – Amberg – Schwandorf – Furth im Wald | zwei Zugpaare                    | Baureihe 612 (RegioSwinger)         | DB Regio AG Bayern |
| RB30  | Nürnberg – Lauf (re Pegnitz) – Neunkirchen a Sand – Hersbruck (re Pegnitz) – Neuhaus (Pegnitz)                             | Nürnberg – Lauf (re Pegnitz) – Neunkirchen a Sand – Hersbruck (re Pegnitz) – Neuhaus (Pegnitz)                             | Stundentakt (und HVZ-Verstärker) | Baureihe 622 und 648 (Coradia LINT) | DB Regio AG Bayern |

#### Verbindungen zu anderen Verkehrsmitteln

##### Bus
- am Empfangsgebäude:
  - Stadtverkehr Hersbruck nach Altensittenbach, zur „Fackelmann Therme“ und in die Hersbrucker Südstadt
  - Linien ins Umland nach Alfeld, Hartenstein und Königstein

- von der Haltestelle Lohweg in direkter Bahnhofsnähe:
  - Linien ins Umland nach Kirchensittenbach, Hormersdorf, Klingenhof

In den Nächten von Freitag zu Samstag und Samstag zu Sonntag hält in Bahnhofsnähe der Nightliner N2 des Verkehrsverbundes Großraum Nürnberg.

##### Taxi
Direkt am Empfangsgebäude ist ein Taxistand für zwei Taxis vorhanden.

##### Parkplätze
- 195 Park-and-Ride-Stellplätze
- mehrere Stellplätze vor und neben dem Empfangsgebäude
- weitere unbefestigte Parkflächen auf anschließenden Schotterflächen
- 145 teils überdachte Fahrradstellplätze

Seit September 2015 sind alle Parkplätze südlich der Gleise, also der Bereich vor und neben dem Empfangsgebäude sowie die westlichen Schotterflächen kostenpflichtig.

## Hersbruck (rechts Pegnitz) Ost
Seit 1992 besteht ein eigenständiger Bahnhofsteil Hersbruck (rechts Pegnitz) Ost. Im dortigen Weichenfeld zweigt die Bahnstrecke Hersbruck–Pommelsbrunn als Verbindungsspange zur Strecke nach Schwandorf von der Strecke Nürnberg–Cheb ab. Zuvor wurden die Züge Richtung Neukirchen bei Sulzbach-Rosenberg bereits in Hersbruck (rechts Pegnitz) auf das südliche Gleis geleitet.